# Labanī
Labanī (persiska: لبنی, Lemīnī) är en ort i Iran.   Den ligger i provinsen Kermanshah, i den västra delen av landet, 500 km väster om huvudstaden Teheran. Labanī ligger 1 332 meter över havet och antalet invånare är 135.
Terrängen runt Labanī är kuperad åt nordväst, men åt sydost är den platt.Runt Labanī är det ganska tätbefolkat, med 60 invånare per kvadratkilometer. Närmaste större samhälle är Ravānsar, 9,3 km norr om Labanī. Trakten runt Labanī består till största delen av jordbruksmark.